# カストロ・ウルディアレス
カストロ・ウルディアレス（スペイン語: Castro Urdiales）は、スペイン・カンタブリア州のムニシピオ（基礎自治体）。ビスケー湾のカンタブリア海に面している。

## 地理・統計

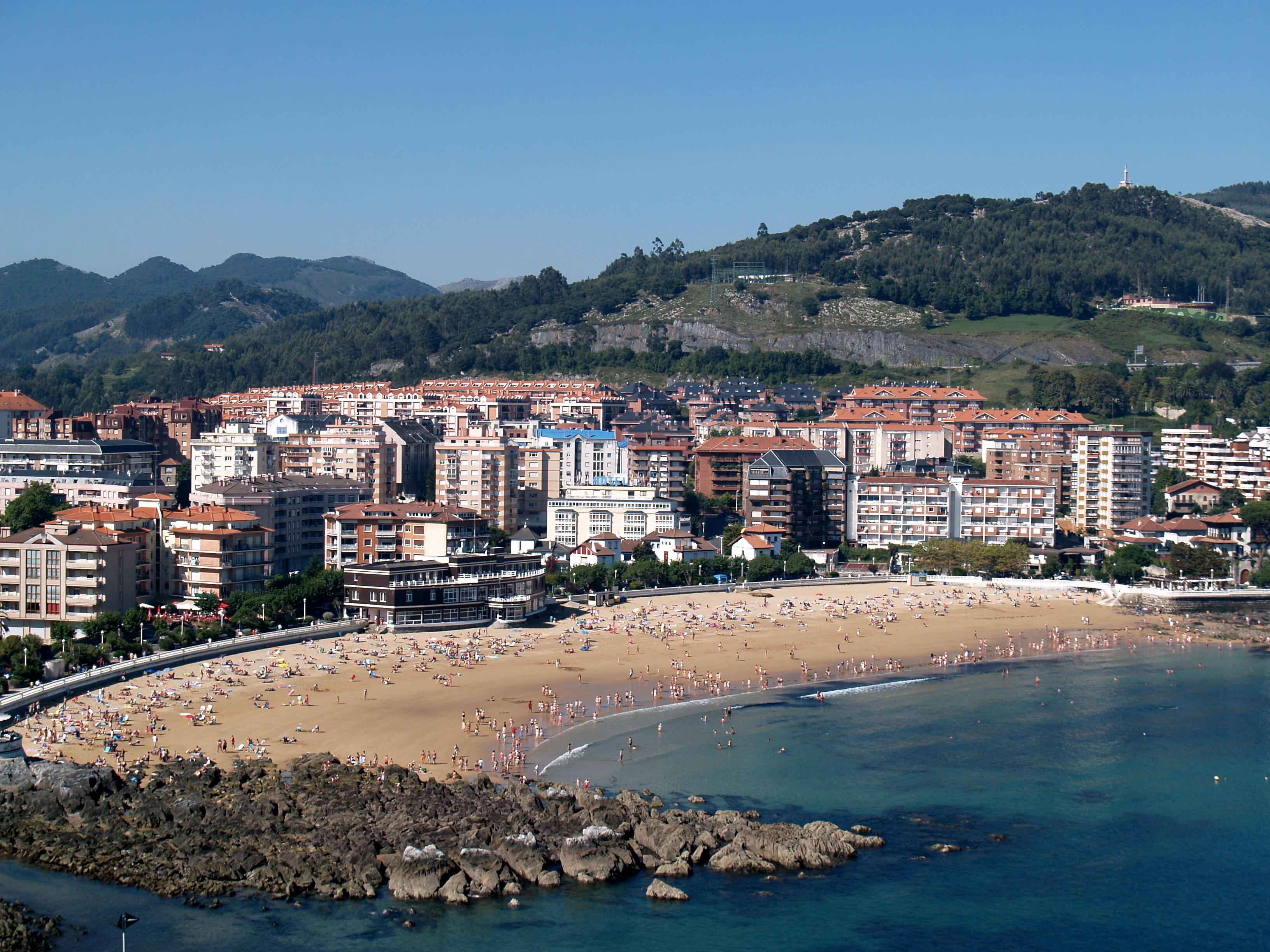
ブラソマル地区の海水浴場

カンタブリア州最東部にあり、バスク州ビスカヤ県と接している。カンタブリア州都サンタンデールとの距離は75kmであるが、ビルバオとの距離は約35kmである。
ビルバオ大都市圏の一部である。公的な人口は約3万人であるが、ビルバオとの間を行き来しカストロ・ウルディアレスで事実上暮らす人々を加えるとさらに多いものとみられる。

## 歴史
ラ・ペーニャ・デ・クコ洞窟など、周辺の洞窟で壁画が発見されており、先史時代から人が定住していたとみられる。また、ローマ以前のものであるヒルフォート（砦、スペイン語でCastro）の遺構も点在する。
古代ローマ時代、既に大プリニウスは博物誌の中でポルトゥス・アマヌス（Portus Amanus、アマヌスの港）の存在について触れていた。この港はアウトリゴネス族の土地の一部で、カストルム・ウァルドゥリエス（Castrum Vardulies、ウァルドゥロス族のカストロ）の一部でもあった。彼らは高度な文明を持っており、おそらくインドの神を模したものであろう14cmの青銅でできたカンタブリアのネプトゥーン像が見つかった。この集団は漁業、農業、家畜の飼育で生業をたてていた。青銅器や鉄器、コムギ、貝殻が発見されている。
西暦74年、ローマ人は植民地フラウィオブリガ（Flaviobriga）を建設した。この地名はウェスパシアヌス帝にちなんでおり、-brigaという言葉で終わるのは明らかにケルト語の影響である。
中世カストロ・ウルディアレスの経済活動は、海で行われた。自治体内のサマノ地区には造船所があり、特にレコンキスタ時代、男たちはカスティーリャ王国の商船艦隊に船を提供していた。
1163年、ブルゴスにて、アルフォンソ8世はカストロ・ウルディアレスに町（villa）の特権を与え、ログローニョ管区に収めた。このことは、喜んでカンタブリア沿岸で初めて王権を受け入れ義務を尽くしたことを意味した。1187年にサンタンデール、1201年にラレード、1263年にベルメオ、1300年にビルバオがこれに続いた。
1262年、アルフォンソ10世はカンタブリア四都市兄弟会（13世紀に正式に始まるカンタブリア主要港の連合。カスティーリャ海軍の一角を担った）とともに、再征服したカディスへ再植民を行った。1296年、マリスマス兄弟会とともにカストロ・ウルディアレスはマリーナ・デ・カスティーリャ兄弟会を結成した（サン・ビセンテ・デ・ラ・バルケーラ、サンタンデール、ラレード、ベルメオ、ゲタリア、サン・セバスティアン、ビトリアが参加）。この兄弟会の目的は、海上貿易の保護と、憲章維持のためカスティーリャ王と同盟し、貴族の横暴を防ぐことにあった。兄弟会は、特にバイヨンヌで活動するイングランド軍との戦いを継続して行った。
新大陸発見後、海上貿易はヨーロッパ大西洋岸中心から主軸がスペイン海外植民地へと移った。カストロ・ウルディアレスの繁栄は続いた。しかし16世紀の黒死病流行で人口が激減した。次第にカストロ・ウルディアレスや兄弟会はその重要性を失っていった。
1813年5月、ナポレオン・ボナパルト配下のイタリア系将軍フォワ率いる侵略軍に激しく抵抗した後、カストロ・ウルディアレスは陥落した。都市は事実上破壊され、守備隊はイギリス艦船へ逃れた。19世紀半ば、町は鉱業、漁業、缶詰製造が盛んになって復活した。

## 史跡
- サンタ・マリア・デ・ラ・アスンシオン教会 - 13世紀から15世紀のゴシック様式。
- サンタ・アナ城
- テンプル騎士団の塔
- ラ・ペーニャ・デル・クコ洞窟 - 前期旧石器時代の動物壁画

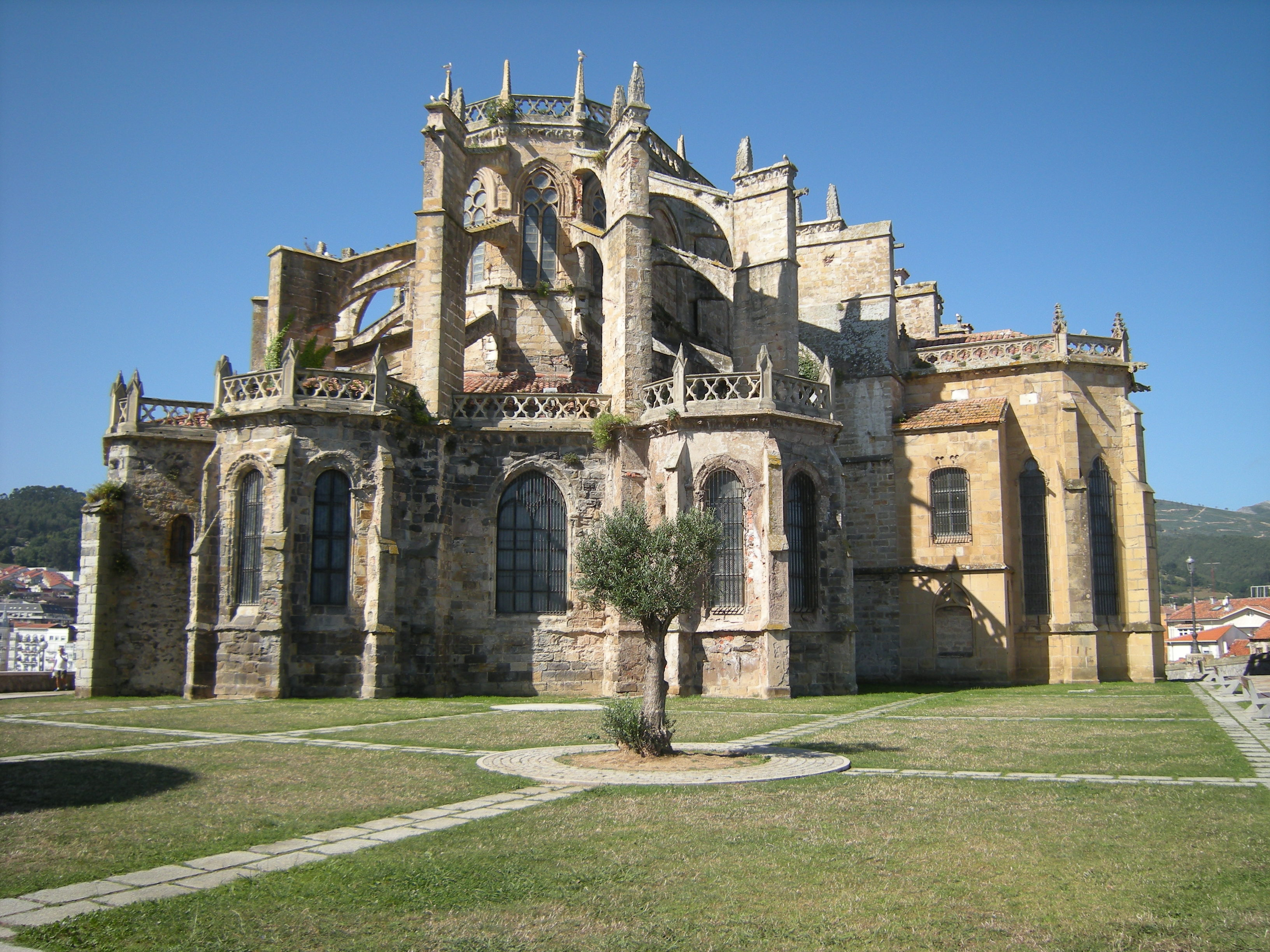
サンタ・マリア・デ・ラ・アスンシオン教会
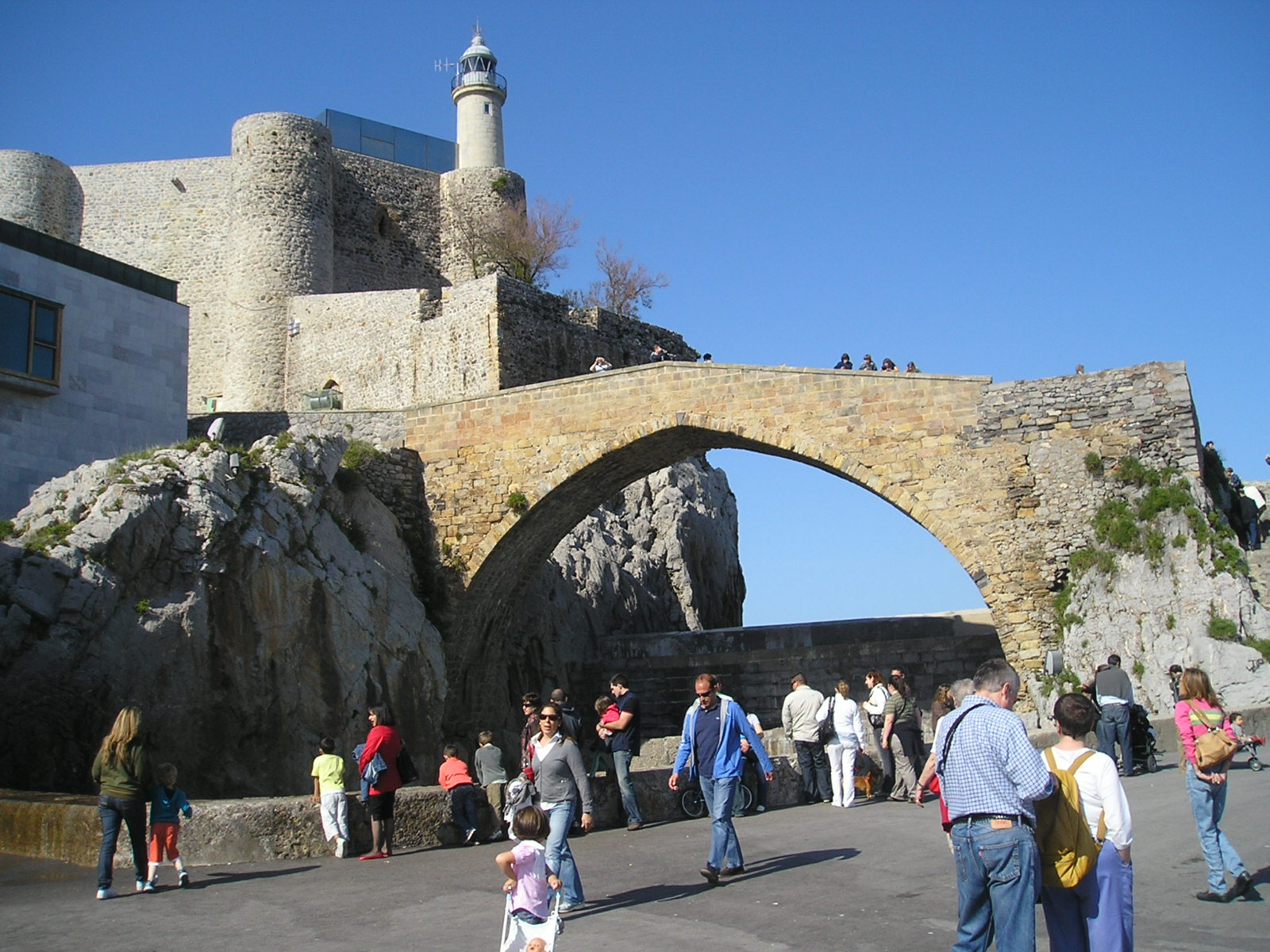
サンタ・アナ城
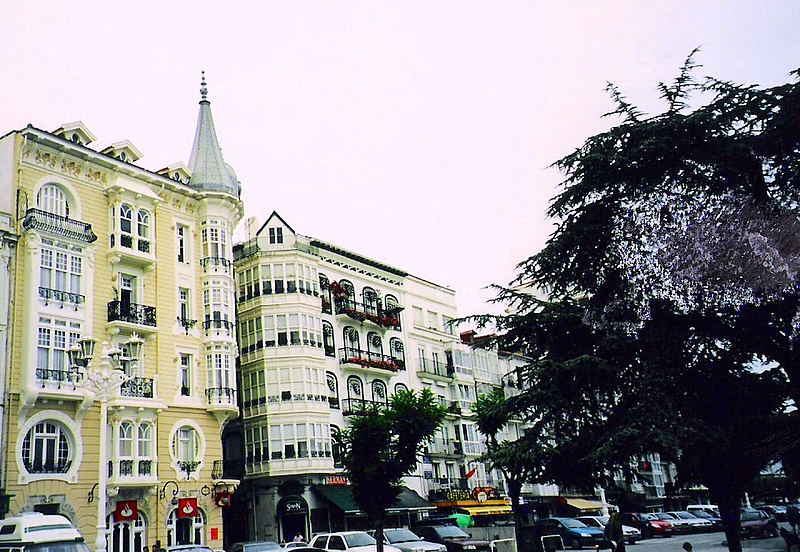
旧市街にある海洋博物館

## 姉妹都市
- エール＝シュル＝ラドゥール、フランス
- ブー・クラー、西サハラ
- ミジェック、西サハラ
- ヘレス・デ・ラ・フロンテーラ、スペイン